# Procura generale della Repubblica
La Procura generale della Repubblica, nell'ordinamento della Repubblica Italiana, indica gli uffici del pubblico ministero presso la Corte d'appello e la Corte suprema di cassazione.

## Disciplina normativa
La loro disciplina, come in generale quella degli uffici del pubblico ministero, è contenuta principalmente nel Titolo III, Capo I, del R.D. 30 gennaio 1941, n. 12 (Ordinamento giudiziario) il cui testo originario, tuttavia, parla di procura generale del Re Imperatore, nome attribuito all'ufficio durante il periodo monarchico. Disposizioni di rilievo sono contenute anche nel codice di procedura penale, nella legge 24 maggio 1951, n. 392 e nel D.Lgs. 20 febbraio 2006, n. 106.

## Funzioni
"Il pubblico ministero esercita, sotto la vigilanza del Ministro per la grazia e giustizia, le funzioni che la legge gli attribuisce" (art. 69 del R.D. 12/1941). Esso "veglia alla osservanza delle leggi, alla pronta e regolare amministrazione della giustizia, alla tutela dei diritti dello Stato, delle persone giuridiche e degli incapaci, richiedendo, nei casi di urgenza, i provvedimenti cautelari che ritiene necessari; promuove la repressione dei reati e l'applicazione delle misure di sicurezza; fa eseguire i giudicati ed ogni altro provvedimento del giudice, nei casi stabiliti dalla legge" (art. 73 del R.D. 12/1941).
In ambito penale il pubblico ministero esercita l'azione penale quando non sussistono i presupposti per la richiesta di archiviazione (art. 50 c.p.p.). Tali funzioni sono esercitate dai magistrati della procura generale presso la corte di appello e presso la Corte di cassazione nei giudizi di impugnazione che si svolgono innanzi a tali organi; i magistrati della procura generale presso la corte d'appello esercitano altresì le funzioni di pubblico ministero nei giudizi d'impugnazione che si svolgono innanzi alla corte d'assise d'appello (art. 51 c.p.p.). Inoltre, le funzioni di pubblico ministero spettanti alle procure della Repubblica sono esercitate, a seguito di avocazione, dai magistrati della procura generale presso la corte d'appello nei casi previsti dagli art. 53, 372 e 412 c.p.p., della Direzione nazionale antimafia nei casi previsti dall'art. 371 bis c.p.p.
La procura generale presso la Corte di cassazione interviene e conclude in tutte le udienze civili e penali che si tengono innanzi alla stessa e redige requisitorie scritte nei casi previsti da specifiche norme. Con tale attività contribuisce, nell'interesse pubblico, ad assicurare l'uniforme interpretazione della legge (cosiddetta funzione nomofilattica).
Il procuratore generale presso la corte d'appello o la Corte di cassazione risolve i conflitti di competenza insorti tra procure della Repubblica appartenenti, rispettivamente, al medesimo distretto o a distretti diversi.
Il procuratore generale presso la corte di appello, al fine di verificare il corretto ed uniforme esercizio dell'azione penale ed il rispetto delle norme sul giusto processo, nonché il puntuale esercizio da parte dei procuratori della Repubblica dei poteri di direzione, controllo e organizzazione degli uffici ai quali sono preposti, acquisisce dati e notizie dalle procure della Repubblica del distretto ed invia al procuratore generale presso la Corte di cassazione una relazione almeno annuale. Esercita, inoltre, la sorveglianza nel distretto sull'osservanza delle norme relative alla diretta disponibilità della polizia giudiziaria da parte dell'autorità giudiziaria.
Il procuratore generale presso la corte d'appello è membro di diritto del relativo consiglio giudiziario; il procuratore generale presso la Corte di cassazione lo è del Consiglio superiore della magistratura.

## Struttura
La Procura generale della Repubblica è composta da magistrati e personale amministrativo (come quello addetto alla segreteria giudiziaria).

### Corte di cassazione
La Procura generale presso la cassazione è il pubblico ministero presso la Corte suprema di cassazione.
Per i procuratori, i sostituti e gli avvocati generali è richiesta la qualifica di magistrato di cassazione.
Ha una funzione diversa dalle procure presso gli uffici territoriali; infatti la Procura generale interviene nei giudizi civili e penali sull'applicazione delle norme di diritto nell'interesse della legge, senza promuovere l’azione penale.
Ha però il potere di promuovere il procedimento disciplinare nei confronti dei magistrati ordinari e ha alla possibilità di ricorrere per cassazione nell'interesse della legge.
Il procuratore generale della Cassazione è titolare dell'azione disciplinare nei confronti dei magistrati togati italiani, competenza che condivide con il ministro della giustizia. 
Ha inoltre un ruolo (non gerarchico) di informazione e di vigilanza sulle attività dei Procuratori della Repubblica, unitamente ai Procuratori generali dei singoli distretti della Corte d'appello.

### Procuratori generali della Corte di cassazione[1]
- Miraulo Gaetano (1948-1951)[2]
- Antonio Azara (1951-1952)[3]
- Eula Ernesto (1953-1954)
- Antonio Manca (1954-1956)
- Donato Pafundi (1956-1958)
- Ugo Giglio (1958-1959)[4]
- Francesco Cigolini (1959-1961)
- Mario Comucci (1961-1962)[5]
- Nicola Reale (1967-1968)
- Mario Duni (1968-1969)
- Gaetano Scarpello (1969-1970)
- Ugo Guarnera (1970-1973)
- Mario Stella Richter (1973-1974)
- Michele Rossano (1974)
- Giovanni Colli (1974-1976)
- Ubaldo Boccia (1976-1977)
- Ignazio Straniero (1977-1979)
- Angelo Ferrati (1979-1981)
- Sofo Borghese (1981-1983)
- Giuseppe Tamburrino (1983-1985)
- Carlo Maria Pratis (1985-1987)
- Vittorio Sgroi (1987-1995)
- Ferdinando Zucconi Galli Fonseca (1995-2000)
- Francesco Favara (2000-2006)
- Mario Delli Priscoli (2006-2008)
- Vitaliano Esposito (2008-2012)
- Pasquale Ciccolo (2015-2017)
- Riccardo Fuzio (2017-2019)
- Giovanni Salvi (2019-2022)

### Corti d'appello
Ogni Procura generale della Repubblica, 27 su tutto il territorio nazionale, ha un procuratore generale della Repubblica, affiancato da sostituti procuratori generali della Repubblica ed eventualmente da avvocati generali della Repubblica; le Procure generali presso la Corte d'appello possono avere un avvocato generale. Per i procuratori e gli avvocati generali è richiesta la qualifica di magistrato di cassazione, per i sostituti la qualifica di magistrato d'appello. 
Il procuratore generale della Repubblica dirige l'ufficio, ne organizza l'attività ed esercita personalmente le funzioni attribuite dalla legge al pubblico ministero o le assegna, sulla base di criteri prestabiliti, agli altri magistrati addetti all'ufficio.
L'avvocato generale o il sostituto con maggiore anzianità di servizio sostituisce il procuratore generale in caso di assenza, impedimento o vacanza del posto. Le sezioni distaccate della corte d'appello hanno una propria procura generale, cui è preposto l'avvocato generale alle dipendenze del procuratore generale, del quale esercita le funzioni; vi sono addetti sostituti procuratori generali.
Ciascun magistrato svolge le indagini relative ai procedimenti penali e prende parte alle udienze dei processi penali e civili che gli sono stati assegnati. Nel corso delle udienze penali, il magistrato designato svolge le funzioni del pubblico ministero con piena autonomia e può essere sostituito solo nei casi previsti dal codice di procedura penale.
La procura generale presso la Corte d'appello, pur non avendo una propria sezione di polizia giudiziaria, può avvalersi di quelle delle procure della Repubblica del distretto, oltre che dei servizi di polizia giudiziaria esterni alle procure e degli ufficiali e agenti di polizia giudiziaria appartenenti agli altri organi cui la legge fa obbligo di compiere indagini a seguito di una notizia del reato.

### Direzione nazionale antimafia
Nell'ambito della procura generale presso la Corte di cassazione è istituita la Direzione nazionale antimafia (DNA). Ad essa è preposto il procuratore nazionale antimafia, scelto tra i magistrati di cassazione che hanno svolto anche non continuativamente, per un periodo non inferiore a dieci anni, funzioni di pubblico ministero o giudice istruttore. L'incarico ha durata di quattro anni e può essere rinnovato una sola volta. Alla Direzione sono addetti, quali sostituti procuratori nazionali antimafia, magistrati d'appello nominati dal Consiglio superiore della magistratura, sentito il procuratore nazionale antimafia. Quest'ultimo attribuisce ad uno o più dei sostituti le funzioni di procuratore nazionale antimafia aggiunto.
Il procuratore nazionale antimafia esercita le funzioni previste dall'articolo 371-bis del codice di procedura penale. Il procuratore generale presso la Corte di cassazione esercita la sorveglianza sul procuratore nazionale antimafia e sulla relativa Direzione nazionale.